# Église Notre-Dame du Val-d'Ajol
Pour les articles homonymes, voir Église Notre-Dame.
L’église de l’Assomption de Notre-Dame du Val-d’Ajol est une église catholique située au Val-d’Ajol dans le département des Vosges, en région Grand Est.

## Histoire
Construite au XVIe siècle en remplacement de l’église en ruine se trouvant à 600 m sur le hameau de La Croix, elle fut bâtie en 4 phases en commençant en 1554 par le chœur, les trois travées suivant le chœur (n° 5, 6 et 7), vers 1620 les quatre travées suivantes (n° 1, 2, 3 et 4), puis la clef de voûte de la 1re travée de la nef en 1681, et enfin le clocher et le porche en 1734-1735. Des travaux visant à maintenir en bon état le monument ont eu lieu entre 1840 et 1843, la toiture fut modifiée et améliorée en 1893. En 1898, la sacristie nord fut réalisée selon les plans de l’architecte dognevillois Jeudy.
L’édifice n’a pas subi le projet de reconstruction complète en 1902, selon les plans de l’architecte de Langres Méot, voulant le transformer dans un style ogival du XIIIe siècle ou l’agrandir par l'adjonction de collatéraux supplémentaires et d'un transept. Néanmoins, l’intérieur fut plusieurs fois peint, notamment par Charles Colin en faux marbre en 1827, et avec un décor néo-médiéval comportant des motifs de faux joints (chœur et nef) et d'étoiles (nef). Une photographie des années 1940 atteste l’existence du décor à cette époque.
Un décor de peinture monumentale datant de la première construction a aussi été découvert lors de la restauration de 1999-2000.
L'église est inscrite au titre des monuments historiques par arrêté du 16 février 1926.

## Description
La nef, le chœur et la sacristie sud sont en pierre de taille, tandis que la sacristie nord est en moellon enduit avec une chaîne d'angle harpée. Des lauzes de grès, surnommées « laves » dans la région, couvrent la nef à toit à longs pans et le chœur avec croupe polygonale.
Le porche couvert et la sacristie sud sont en appentis, alors que la sacristie nord dispose d'un toit en appentis et d’un demi-croupe. Un oculus eucharistique occupe la droite de la baie axiale. Le porche est voûté en sapin enduit. Au niveau des instruments sonores, aucune des cinq cloches recensées à la Révolution n’ont été conservées, cependant des changements consécutifs ont été ensuite exécutés pour aboutir à 4 cloches et l’électrification de la sonnerie en 1935.

Vues de l'église.
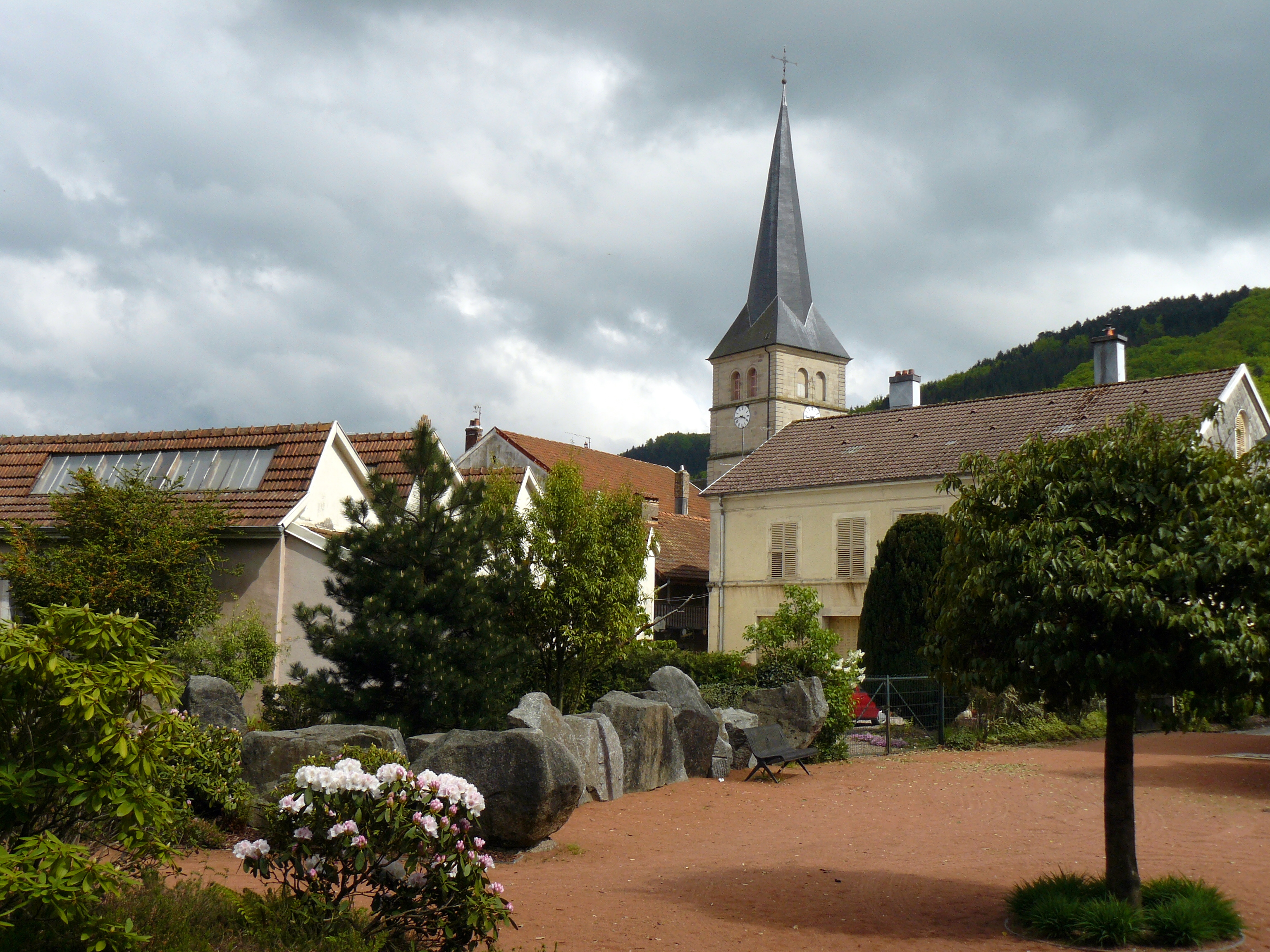
Église et ses environs.
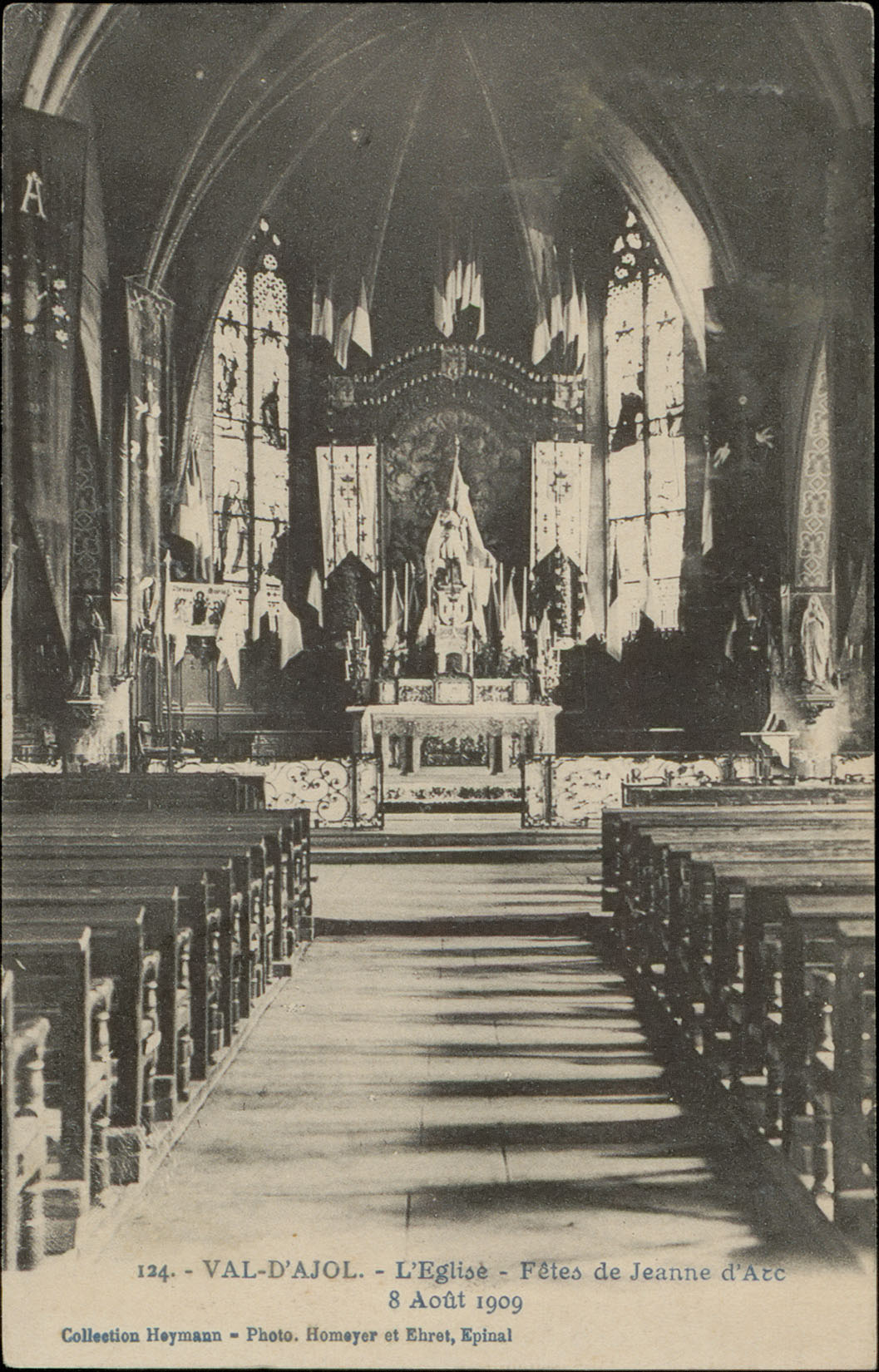
Église du Val-d'Ajol lors des fêtes de Jeanne d'Arc, le 8 août 1909.